# Kostel Povýšení svatého Kříže (Brno)
Kostel Povýšení svatého Kříže v Brně-Slatině byl postaven v roce 1947, věž kostela byla přistavěna v polovině roku 1948. Vysvěcení kostela se uskutečnilo 19. září 1948 brněnským kapitulním vikářem Josefem Kratochvílem. Z původní kaple a márnice vznikl presbytář, na nějž navazuje vlastní loď kostela. Jeho vnitřní prostor je 36 m dlouhý, 7,40 m široký a 5,40 m vysoký. V současné době Brno-Slatina není samostatná farnost, kostel je filiální k faře v Brně-Líšni.